# Seyar Said Ahmad Rahmani
Seyar Said Ahmad Rahmani (* 2. Juni 1988 in Kabul) ist ein afghanischer Volleyballspieler.

## Ausbildung
Rahmani ging auf die Abdul Hadi Dawi High School und studierte Buchhaltung am Business Administration and Accounting Institute in Kabul.

## Sportliche Karriere
Rahmani spielte seit 2005 in der afghanischen Nationalmannschaft und war dort Kapitän. 2017 kam der Außenangreifer nach Deutschland und spielte beim SSC Karlsruhe in der 2. Bundesliga Süd. Seit 2018 ist er bei der TSG Blankenloch in der 3. Liga Süd aktiv.